# Ulrich Graf
Pour les articles homonymes, voir Graf.
Ulrich Graf (né le 6 juillet 1878 à Bachhagel, royaume de Bavière - mort le 3 mars 1950 à Munich) était un membre parti nazi, de la SA et de la SS. Garde du corps d’Adolf Hitler, il prit part au putsch de la Brasserie au cours duquel il fut blessé.

## Biographie
Ulrich Graf rejoint l’armée impériale allemande en 1896, de laquelle il est chassé en 1904 pour dégradation de matériel de service. Il devient ensuite fonctionnaire communal à Munich. Boucher de profession, il s’inscrit, après la fin de la Première Guerre mondiale au Deutsche Arbeiterpartei, qui compte également Adolf Hitler parmi ses membres. En 1921, Graf fait partie des membres fondateurs de la SA et du parti nazi. Dès cette époque, il est l’accompagnateur personnel et l’un des gardes du corps d’Hitler. C’est à ce titre qu’il prend part au putsch de la Brasserie du 9 novembre 1923, au cours duquel il est gravement blessé en protégeant Hitler, dont il est considéré comme le sauveur.
En décembre 1924, Graf est élu au conseil municipal de Munich où il siège à partir du 1er janvier 1925. Cette même année, il s’inscrit au parti nazi, interdit et refondé (carte de membre no 8) et à la SS (carte de membre no 26). Il est réélu au conseil municipal en 1929, au sein duquel il ne joue aucun rôle notable, son mandat étant le fruit des services déjà rendus au parti. Fin 1925, Graf devient assesseur auprès du tribunal interne du parti nazi.
En 1936, Graf est élu au Reichstag. En 1943, il obtient le grade de SS-Brigadeführer. Après guerre, il est condamné, en 1948, à cinq ans de camp de travail.